# (10928) Caprara
(10928) Caprara (1998 BW43) – planetoida z grupy pasa głównego asteroid okrążająca Słońce w ciągu 4,64 lat w średniej odległości 2,78 j.a. Odkryta 25 stycznia 1998 roku.